# 三汴
三汴，是臺灣臺中市太平區的一個傳統地域名稱，位於該區西北部。相較於今日行政區，其範圍大致包括新坪里、新城里、新吉里、宜昌里、宜佳里北部、宜欣里北大半部、光華里、光明里、大興里西部、中山里、坪林里西大半部、勤益里西北半部、豐年里。

## 歷史
台灣清治末期至日治初期，三汴地區為一街庄，稱為「三汴庄」，隸屬於藍興堡。該庄北與廍仔庄為鄰，東及東南與頭汴坑庄為鄰，南邊為太平庄，西邊為旱溪庄、番仔路庄。
1901年（日治明治三十四年）11月，全台廢縣廳改設二十廳，該庄隸屬於臺中廳。1903年（明治三十六年）6月，該庄編入「大平區」，隸屬於臺中廳。1909年（明治四十二年）10月，合併二十廳為十二廳，大平區隸屬不變。1920年（大正九年），全台地方制度大改正，廢十二廳改設五州二廳，該庄改制為「三汴」大字，隸屬於臺中州大屯郡大平庄。
戰後大平庄改制並改名為「太平鄉」，隸屬於臺中縣，大字亦改制為村。1996年，太平鄉因人口達15萬人，升格成為太平市，村亦改制為里。2010年12月，臺中縣市合併為直轄臺中市，太平市改制為太平區。

## 聚落
本地區發展較早的聚落為合興廍、平林仔，在日治期初期的官方地圖上已有記載。此外，本地區尚有大地城國社區聚落。

## 交通
省道台74線原稱「中彰快速道路」，現稱「快官霧峰線」，是彰化縣快官繞行臺中市區外圍至霧峰的快速道路，大致以北北東—南南西走向蜿蜒經過本地區西部邊界地帶。由該道路向北北東轉北繞大彎轉西可經潭子前往北屯西北部、西屯、南屯、烏日等地，向南南西可前往太平與台中市區交界地帶、大里、霧峰等地。
市道129號（長安路248巷、大興路、中山路二段～一段）是石岡區土牛至大里區塗城的道路，大致以北向南蜿蜒經過本地區中部偏東地帶。由該道路向北可前往廍子、大坑、馬力埔、大湳、新社、土牛並止於省道台3線路口，向南可前往太平東北部、頭汴坑西端、車籠埔、番子寮（部分路段與塗城交界）、草湖並止於省道台3線另一路口。
區道中89-2線（宜昌路）是十甲至太平的道路，其北側端點位於本地區西部近邊界地帶的區道中89-3線路口。由此向南南西蜿蜒而行，出境後繞大彎轉東南東至新平路二段路口，轉南南東可前往太平市區中部並止於區道中102-1線路口。
區道中89-3線（中山路四段～二段）是宜欣至坪林的道路，其東側端點位於本地區中部市道129號路口。由此向西南西過廍子溪橋後續行，後轉西北西經區道中89-2線起點路口、省道台74線高架橋下後隨即出境後，轉西南西可前往番子路南部偏東邊界處的區道中128-1線終點路口。續行可接區道中128線。

## 學校
- 國立勤益科技大學
- 臺中市私立華盛頓高級中學
- 臺中市立太平國民中學
- 臺中市太平區坪林國民小學
- 臺中市太平區新平國民小學
- 臺中市太平區中華國民小學
- 臺中市太平區宜欣國民小學（北半部）

## 醫療機構
- 國軍臺中總醫院

## 廟宇
- 行德宮